# Кавдик
Кавди́к (рос. Кавдык) — селище у складі Ялуторовського району Тюменської області, Росія.
Населення — 8 осіб (2010, 27 у 2002).
Національний склад станом на 2002 рік:
- росіяни — 92 %